# 舒邵
舒邵（？年—？年），字仲膺，東漢末年袁術麾下將領。

## 生平
舒邵性情剛烈，因其兄舒伯膺有個親友被仇家所殺，震怒的舒邵馬上殺了那人，後來被官府抓起來，官府本欲治其罪，其兄舒伯膺願代其弟死，舒邵卻不願其兄扛罪打算扛起所有責任，官府因此大為感動判兄弟兩人免死，而兄弟兩人的名聲也因此聲名大噪。後舒邵被袁術收攬並曾擔任阜陵長與沛相之職。在擔任沛相時正逢袁術被曹操打得大敗，痛失橋蕤、李豐、梁綱、樂就四大將而且江、淮間發生嚴重飢荒，袁術本欲用米十萬作為軍糧卻被舒邵拿來救濟災民，袁術聞知大怒欲斬舒邵，舒邵卻曉以大義說服了袁術，此舉受到袁術的認可。

## 家庭

### 兄
- 舒伯膺

### 後裔
- 舒燮，舒燮曾因犯罪下獄，潘濬打算按法處死他，遭孫鄰勸說：「當時舒邵兄弟爭死，天下人都稱許他們的義行，成為美談。後來舒邵投奔江東，今天你殺了舒家後代，未來若天下統一，皇帝北巡時被中原人士問及舒邵繼嗣，得到的回答是潘濬殺了舒燮，該如何是好？」潘濬因而打消處死舒燮的念頭。[3]